# Kazimierz (imię)
Kazimierz – współcześnie przyjęta forma staropolskiego imienia męskiego Kazimir (z odmiankami Kazimirz, Kazimiar, Kazimier, Kaźmir, Kaźmisz), składającego się z członów: Kazi- („niszcz, psuj, niwecz” od kazić „niszczyć, psuć”, porównaj współczesne od-kazić „od-psuć”) i -mir („pokój, spokój”). Oznacza „ten, który (niech) niszczy pokój” – niszcz pokój! = kaź mir! (staropolskie kazi mir!).
Kazimierz to imię dynastyczne Piastów; pierwszym Kazimierzem wśród Piastów był Kazimierz Odnowiciel, syn Mieszka II i Rychezy; ostatnim – Kazimierz II, książę cieszyński, zm. w 1528 roku. Imię to było także nadawane w dynastii Jagiellonów oraz pomorskiej dynastii Gryfitów.
Kazimierz imieniny obchodzi: 4 marca i 22 marca.
Żeński odpowiednik: Kazimiera
Imię Kazimierz nosili królowie i książęta:
- Kazimierz I:
  - Kazimierz I Odnowiciel
  - Kazimierz I Dymiński (pomorski)
- Kazimierz II
  - Kazimierz II Sprawiedliwy
  - Kazimierz II cieszyński
  - Kazimierz II zatorski
  - Kazimierz II (pomorski)
- Kazimierz III:
  - Kazimierz III płocki
  - Kazimierz III Wielki
  - Kazimierz III (szczeciński)
- Kazimierz IV Jagiellończyk
- Kazimierz IV książę Słupski
- Kazimierz V (szczeciński)
- Kazimierz VII (książę biskup kamieński)
- Święty Kazimierz królewicz
- Kazimierz – książę kozielski w latach 1336 – po 1342

W czasie II wojny światowej na obszarze Kraju Warty każdy urodzony chłopiec otrzymywał na drugię imię Kazimierz.

## Inne osoby noszące imię Kazimierz
- Kazimierz Adach (ur. 1957) – bokser, medalista olimpijski
- Kazimierz Ajdukiewicz (1890-1963) – filozof
- Kazimierz Banach (1904-1985) – działacz ludowy
- Kazimierz Barcikowski (1927-2007) – poseł
- Kazimierz Bartel (1882-1941) – matematyk
- Kazimierz Brandys (1916-2000) – prozaik
- Kazimierz Chrzanowski (ur. 1951) – polityk
- Kazimierz Dąbrowski (ur. 1936) – hokeista na trawie, olimpijczyk
- Kazimierz Dąbrowski (1902-1980) – psycholog
- Kazimierz Dejmek (1924-2002) – reżyser teatralny
- Casimir Delavigne (1793-1843) – autor słów „Warszawianki”
- Kazimierz Deyna (1947-1989) – piłkarz, medalista olimpijski
- Kazimierz Dobrowolski (1894-1987) – etnolog i socjolog polski
- Kazimierz Dworak (1895-1954) – generał brygady
- Kazimierz Fabrycy (1888-1958) – generał dywizji
- Kazimierz Funk (1884-1967) – biochemik, twórca nauki o witaminach
- Kazimierz Gołojuch (ur. 1964) – poseł
- Kazimierz Górny (ur. 1937) – biskup
- Kazimierz Górski (1921-2006) – trener piłkarski
- Kazimierz Aleksander Gzowski (1901-1986) – jeździec
- Kazimierz Stanisław Gzowski (1813-1898) – inżynier
- Kazimierz Kaczor (ur. 1941) – aktor
- Kazimierz Kelles-Krauz – polski socjalista, filozof, socjolog, publicysta, pedagog
- Kazimierz Korkozowicz (1907-1996) – polski pisarz
- Kazimierz Kowalski (1925-2007) – zoolog
- Kazimierz Kowalski (ur. 1951) – śpiewak
- Kazimierz Kowalski (1896-1972) – biskup
- Kazimierz Koźniewski (1919-2005) – pisarz
- Kazimierz Kyrcz jr. (ur. 1970) – pisarz
- Kazimierz Kuratowski (1896-1980) – matematyk
- Kazimierz Kutz (1929-2018) – reżyser
- Casimir Lefaucheux (1808-1852) – francuski rusznikarz i wynalazca pierwszego, przyjętego do regulaminowego wyposażenia wojska naboju zespolonego oraz pasującego do niego karabinu
- Kazimierz Lipień (1949-2005) – zapaśnik, mistrz olimpijski
- Kazimierz Lubowicki (ur. 1958) – teolog, prorektor PWT we Wrocławiu
- Kazimierz Lutosławski (1880-1924) – ksiądz, polityk
- Kazimierz Łyszczyński – polski filozof skazany na śmierć za ateizm, autor traktatu De non existentia Dei („O nieistnieniu Boga”), nieoficjalny patron polskich ateistów
- Kazimierz Majdański (1916-2007) – biskup
- Kazimierz Marcinkiewicz (ur. 1959) – premier RP w latach 2005–2006
- Kazimierz Matuszny (ur. 1960) – poseł
- Kazimierz Mańkowski (1908-1988) - ziemianin
- Kazimierz Michał Ujazdowski (ur. 1964) – minister kultury
- Kazimierz Michałowski (1901-1981) – archeolog
- Kazimierz Mikołaj Gutkowski (1929-2004) – dyplomata
- Kazimierz Mikulski (1918-1998) – malarz
- Kazimierz Morawski (1922-2014) – ekonomista
- Kazimierz Morawski (1929-2012) – dziennikarz
- Kazimierz Moskal (piłkarz) (ur. 1967) – piłkarz
- Kazimierz Moskal (polityk) (ur. 1962) – polityk
- Kazimierz Nycz (ur. 1950) – biskup
- Kazimierz Nycz (ur. 1949) – polityk
- Kazimierz Opaliński (1890-1979) – aktor
- Kazimierz Orłoś (ur. 1935) – poeta
- Kazimierz Ostrowicz (1921-2002) – aktor
- Kazimierz Otap (1920-2006) – żołnierz
- Kazimierz Paździor (1935-2010) - bokser, medalista olimpijski
- Kazimierz Plater (1915-2004) – szachista
- Kazimierz Poniatowski (1721-1800) – książę
- Kazimierz Przerwa-Tetmajer (1865-1940) – poeta
- Kazimierz Pułaski (1745-1779) – bohater wojskowy
- Kazimierz Rudzki (1911-1976) – aktor
- Kazimierz Ryczan (ur. 1939) – biskup
- Kazimierz Secomski (1910-2002) – były wicepremier
- Kazimierz Serocki – kompozytor
- Kazimierz Siemienowicz (ok. 1600-po 1651) – artylerzysta
- Kazimierz Sosnkowski (1885-1969) – dowódca wojskowy
- Kazys Starkevičius (ur. 1956) – litewski polityk
- Kazik Staszewski (ur. 1963) – muzyk
- Kazimierz Szczerba (ur. 1954) - bokser, medalista olimpijski
- Kazimierz Szretter (1931-2002) – okulista
- Kazimierz Ulatowski (1884-1975) – architekt
- Kazimierz Vetulani (1889-1941) – inżynier
- Kazimierz Wajda (1905-1955) – aktor
- Kazimierz Węgrzyn (ur. 1967) – piłkarz
- Kazimierz Wichniarz (1915-1995) – aktor
- Kazimierz Wierzyński (1894-1969) – poeta
- Kazimierz Zieliński (1929-2004) – neurobiolog
- Kazimierz Zimny (ur. 1935) – lekkoatleta, medalista olimpijski

## Święci i błogosławieni
- Święty Kazimierz – polski święty, królewicz